# Andrew Holleran

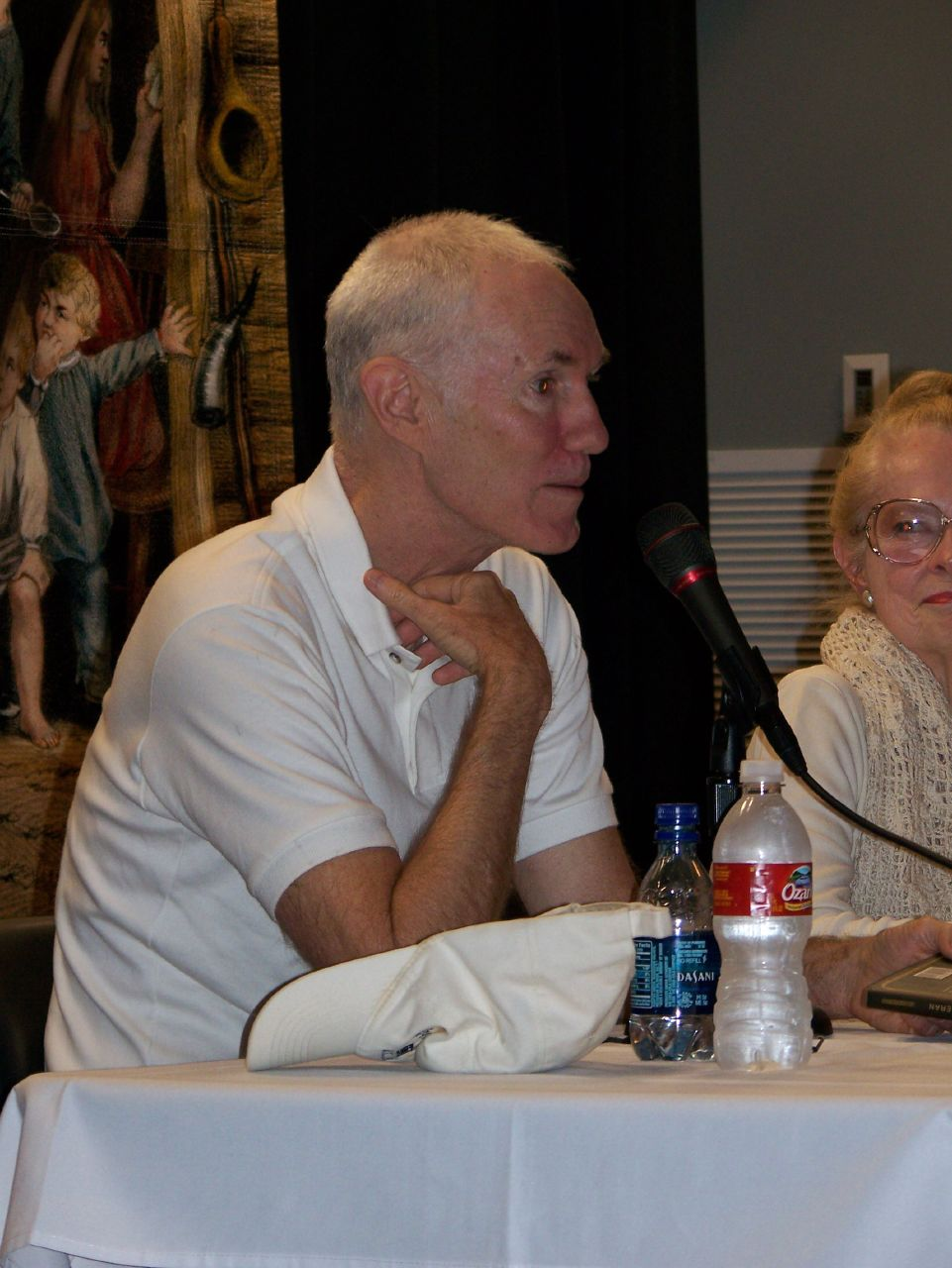
Andrew Holleran en el Arkansas Literary Festival (2007).

Andrew Holleran es el pseudónimo literario de Eric Garber (nacido en 1944), un novelista, ensayista y cuentista estadounidense. Fue miembro del grupo literario The Violet Quill, compuesto por siete escritores homosexuales que coincidieron en Nueva York y que se reunían para leer y comentar sus escritos.
En 1978 publicó su primera novela, Dancer from the Dance, ambientada en el mundo nocturno de las discotecas de Nueva York y Fire Island. La novela apareció el mismo año que otras importantes obras de ambiente gay como Nocturnes for the King of Naples de Edmund White y Faggots de Larry Kramer. Con esta última se han establecido numerosas comparaciones: tratan sobre las mismas discotecas y sobre los mismos temas literarios, aunque Holleran se muestra siempre literario y soñador mientras que Kramer destaca por su incisivo humorismo satírico.
Otras novelas de Holleran son Nights in Aruba (1983),  The Beauty of Men (1996) y Grief: a Novel (2006). Con esta última, ganó en 2007 el Premio Stonewall Book. Colabora con sus cuentos en revistas como M2M: New Literary Fiction y sus artículos de opinión aparecen con regularidad en The Gay and Lesbian Review. Aparte, es profesor de escritura creativa en la American University de Washington D. C.

## Obras
- 1978: Dancer from the Dance (novela).
- 1983: Nights in Aruba (novela).
- 1988: Ground Zero. Libro de ensayos sobre homosexualidad y sida.
- 1996: The Beauty of Men (novela).
- 1999: In September, The Light Changes, libro de cuentos.
- 2006: Grief: a Novel (novela).
- 2008: Chronicle of a Plague, Revisited: AIDS and Its Aftermath. Ensayo